# Parque Nacional Bui
O Parque Nacional Bui localiza-se em Gana. Foi criado em 1971 e tem 1820 km². A reserva é notável por sua população de hipopótamos no Volta Negro. O macaco colobus preto e branco, em extinção, e uma variedade de antílopes e pássaros também estão presentes. Parte do parque será inundada pelo reservatório da represa de Bui, que está em construção desde 2009. O enchimento do reservatório deve começar em 2011.

## Localização
O Parque Nacional de Bui é dividido pelo Rio Volta Negro. A seção no oeste do rio faz parte da região de Brong-Ahafo e a seção a leste do rio faz parte da região norte de Gana. O parque faz fronteira com a Costa do Marfim no Ocidente. As cidades mais próximas são Nsawkaw, Wenchi e Techiman.